# La Croix du Bénin
La Croix du Bénin est un hebdomadaire d’information catholique béninois, fondé en 1946. 
Il traite de sujets religieux, de la vie de l’Église au Bénin et dans le monde, mais aussi de sujets politiques et de société. 
Sa devise est « Justice, Vérité, Miséricorde ». Il fait partie de la liste des journaux au Bénin autorisés par la Haute autorité de l'audio visuel et de la communication (HAAC).

## Le plus vieux journal du Bénin
Le bulletin catholique de doctrine et d’information La Croix au Dahomey est fondé en janvier 1946 par le Père Jean-Louis Caër, prêtre missionnaire de la Société des missions africaines. Depuis 1946, sa publication n’a jamais été interrompue, malgré un changement de nom (La Croix au Dahomey devient La Croix du Bénin en raison du changement de nom du pays). Ce qui en fait le journal le plus ancien du Bénin, et probablement la seule publication en Afrique francophone qui paraisse depuis aussi longtemps sans interruption. 
D’abord mensuel, La Croix au Dahomey devient bimensuel le 1er janvier 1963. Le journal traverse toutes les turbulences qu’a connues le pays, avec des moments particulièrement difficiles pendant la période 1974-1989, sous la République populaire du Bénin. Pendant cette époque, son existence est mise à rude épreuve, car la censure du régime révolutionnaire n’a cure de sa position de journal confessionnel et effectue des saisies de ses éditions dont le contenu est jugé « contre révolutionnaire ».
En janvier 2006, La Croix se dote d’un nouveau logo. Dans le même temps, le contenu est revu dans l’ensemble, et plusieurs rubriques sont créées. 
Le 11 janvier 2008, le journal devient hebdomadaire.
Le 1er septembre 2010, La Croix du Bénin lance le 1er numéro de son supplément mensuel Croix Junior, animé par une équipe d’étudiants. 
Fin 2010 La Croix du Bénin se dote d’une maison d’édition, « Éditions La Croix du Bénin ».

## Les directeurs de Publication deLa Croix du Bénin
Les directeurs de publication successifs du journal sont : 
- Père Jean-Louis Caër (1946)
- Père Joseph Guérin  (1946 - 1947)
- Père Paul Falcon (1948 - 1952)
- Père François-Xavier Brégaint (1952 - 1953 et 1954  -1958)
- Père Pierre Guégaden (1953 - 1954)
- Père Christophe Adimou (1958 - 1960)
- Père Maurice Grenot (1960 - 1966)
- Ernest Mihami (1966 - 1975)
- Barthélemy Assogba Cakpo (1975 - 2004)
- Père André S. Quenum (2004 - 2014)
- Abbé Crépin M. Acapovi (Janvier 2015 - 2018)
- Père Serge N. Bidouzo (2018- 2021)[1]
- Père Michaël S. Gomé (2021-)

## La diffusion deLa Croix du Bénin
La Croix du Bénin est imprimée sur les presses de l’Imprimerie Notre Dame, située à Cotonou. La Croix du Bénin paraît tous les vendredis. Il est tiré à 3 500 exemplaires et compte environ 600 abonnés, au Bénin mais également ailleurs en Afrique, en Europe et en Amérique.
Grâce au relais des paroisses du Bénin, qui diffusent le journal à la sortie des messes dominicales, La Croix du Bénin est un des rares journaux béninois à être diffusé dans tout le pays. Il est également disponible dans certains kiosques et librairies.